# Aimargues
 Aimargues  es una población y comuna francesa, en la región de Languedoc-Rosellón, departamento de Gard, en el distrito de Nimes. Es la cabecera del cantón de Rhôny-Vidourle, aunque la comuna más poblada del mismo es Vergèze.

## Demografía
| 2536 | 2544 | 2202 | 2252 | 2218 | 2547 | 2988 | 3442 |
| Para los censos de 1962 a 1999 la población legal corresponde a la población sin duplicidades (Fuente: INSEE [Consultar]) |      |      |      |      |      |      |      |

## Puntos de interés
- Parc du Château de Teillan